# Ciepień
Ciepień – wieś w Polsce położona w województwie kujawsko-pomorskim, w powiecie golubsko-dobrzyńskim, w gminie Zbójno.

## Podział administracyjny
W latach 1975–1998 miejscowość administracyjnie należała do województwa włocławskiego. Aktualnie jest sołectwem w gminie Zbójno, przynależąc do niej.

## Demografia
Według Narodowego Spisu Powszechnego (III 2011 r.) wieś liczyła 215 mieszkańców. Jest siódmą co do wielkości miejscowością gminy Zbójno.

## Opis miejscowości

### Zagospodarowanie
Wieś ta charakteryzuje się typowo rolniczym zagospodarowaniem terenu, choć w swej części składa się na 2% terenów leśnych gminy Zbójno, z których we większości to niewielkie śródpolne skupiska drzew, ale też i podmokłe laski i zarośla.

### Krajobraz
Dominują niewielkie pagórki, jak i liczne rynnowe obniżenia terenu.

### Parafia
Na terenie wioski znajduje się parafia Matki Bożej Królowej Polski wyznania rzymskokatolickiego. W latach 1986–2004, jej proboszczem był ks. kanonik Paweł Hejne - budowniczy kościoła. Aktualnym proboszczem jest ks. Sławomir Bącela.